# Cristina Agudo Cadarso
Cristina Agudo Cadarso es una política española, miembro del PSOE y senadora por Valladolid entre 2000 y 2004.

## Biografía
Es licenciada en Derecho por la Universidad de Valladolid. Fue funcionaria de la Administración General del Estado y de la Junta de Castilla y León en la Consejería de Hacienda.
En 1991 fue nombrada concejal del Ayuntamiento de Valladolid, cargo que mantuvo hasta 1999. Entre 1997 y 2000 ejerció de secretaria de Cultura de la Comisión Ejecutiva Provincial de Valladolid.
En el año 2000 fue elegida senadora de la VII Legislatura por Valladolid y mantuvo su escaño hasta el final de la legislatura, en 2004.
Órganos de los que ha formado parte durante su estancia como Senadora
Comisiones:
- -     -       - VICEPRESIDENTA 2ª. COMISIÓN DE EDUCACIÓN, CULTURA Y DEPORTE (10/05/2000 al 20/01/2004)
      - VICEPRESIDENTA 2ª. COMISIÓN ESPECIAL SOBRE LA ADOPCIÓN INTERNACIONAL (21/05/2002 al 11/12/2003)
      - SECRETARIA 2ª. COMISIÓN DE JUSTICIA (10/05/2000 al 18/05/2000)
      - VOCAL. COMISIÓN ESPECIAL SOBRE LA SITUACIÓN DE LOS DEPORTISTAS AL FINALIZAR SU CARRERA DEPORTIVA (20/12/2000 al 20/12/2003)
      - VOCAL. COMISIÓN ESPECIAL SOBRE LA INMIGRACIÓN Y LA EXTRANJERÍA (20/03/2001 al 20/01/2004)
      - VOCAL. COMISIÓN ESPECIAL DE ARTES ESCÉNICAS E INDUSTRIAS CULTURALES (19/12/2002 al 11/12/2003)
      - VOCAL. COMISIÓN MIXTA DE LOS DERECHOS DE LA MUJER (25/05/2000 al 20/01/2004)
      - VOCAL. COMISIÓN MIXTA PARA LA UNIÓN EUROPEA (23/05/2000 al 20/01/2004)

    - Ponencias legislativas
      - PONENTE. Proyecto de Ley reguladora del Museo Nacional del Prado. (621/000164)
      - PONENTE. Proyecto de Ley Orgánica de Calidad de la Educación. (621/000092)
      - PONENTE. Proyecto de Ley de fomento y promoción de la cinematografía y el sector audiovisual. (621/000026)

    - Delegaciones Internacionales
      - VOCAL SUPLENTE. DELEGACIÓN ESPAÑOLA EN LA ASAMBLEA DE LA UNIÓN EUROPEA OCCIDENTAL. (02/06/2000 al 20/01/2004)
      - VOCAL SUPLENTE. DELEGACIÓN ESPAÑOLA EN LA ASAMBLEA PARLAMENTARIA DEL CONSEJO DE EUROPA. (22/06/2000 al 20/01/2004)